# Harish Jagtani
 (mars 2024).
La mise en forme du texte ne suit pas les recommandations de Wikipédia : il faut le « wikifier ».
Les points d'amélioration suivants sont les cas les plus fréquents :
- Les titres sont pré-formatés par le logiciel. Ils ne sont ni en capitales, ni en gras.
- Le texte ne doit pas être écrit en capitales (les noms de famille non plus), ni en gras, ni en italique, ni en « petit »…
- Le gras n'est utilisé que pour surligner le titre de l'article dans l'introduction, une seule fois.
- L'italique est rarement utilisé : mots en langue étrangère, titres d'œuvres, noms de bateaux, etc.
- Les citations ne sont pas en italique mais en corps de texte normal. Elles sont entourées par des guillemets français : « et ».
- Les listes à puces sont à éviter, des paragraphes rédigés étant largement préférés. Les tableaux sont à réserver à la présentation de données structurées (résultats, etc.).
- Les appels de note de bas de page (petits chiffres en exposant, introduits par l'outil «  Source ») sont à placer entre la fin de phrase et le point final[comme ça].
- Les liens internes (vers d'autres articles de Wikipédia) sont à choisir avec parcimonie. Créez des liens vers des articles approfondissant le sujet. Les termes génériques sans rapport avec le sujet sont à éviter, ainsi que les répétitions de liens vers un même terme.
- Les liens externes sont à placer uniquement dans une section « Liens externes », à la fin de l'article. Ces liens sont à choisir avec parcimonie suivant les règles définies. Si un lien sert de source à l'article, son insertion dans le texte est à faire par les notes de bas de page.
- La présentation des références doit suivre les conventions bibliographiques. Il est recommandé d'utiliser les modèles {{Ouvrage}}, {{Chapitre}}, {{Article}}, {{Lien web}} et/ou {{Bibliographie}}. Le mode d'édition visuel peut mettre en forme automatiquement les références.
- Insérer une infobox (cadre d'informations à droite) n'est pas obligatoire pour parachever la mise en page.

Pour une aide détaillée, merci de consulter Aide:Wikification.
Si vous pensez que ces points ont été résolus, vous pouvez retirer ce bandeau et améliorer la mise en forme d'un autre article.
 (mars 2024).
Harish Jagtani est un homme d’affaires et philanthrope indien. Il est propriétaire de HJ Group et président de HJ Foundation.

## Biographie
Harish Jagtani est originaire du Rajasthan, un État du nord-ouest de l'Inde à la frontière est du Pakistan.

### Carrière

#### Début de carrière
En 1995, il a 22 ans lorsqu’il arrive en République Démocratique du Congo en provenance de Jaipur (Inde) pour travailler aux côtés de son oncle Parmanand Daswani dont les affaires prospèrent déjà sur les deux rives du Congo (fleuve),. Après avoir servi quelques années en tant que directeur commercial dans la chaîne de supermarchés détenue par Parmanand Daswani, il crée la compagnie aérienne Serve Air, qui devient sa première société ».

## Affaires

### HJ Group
Le Harish Jagtani Group of Companies est un conglomérat créé par l’homme d’affaires indien et qui regroupe à ce jour ses différents investissements dans les domaines de la santé publique, du fret aérien national et international, du développement immobilier et d’infrastructures ainsi que l’hôtellerie.

### HJ Hospitals
Inauguré le 2 avril 2016 avec l’ouverture de la clinique de Limete (Kinshasa), le complexe hospitalier lance son extension au-delà de la capitale congolaise au bout de deux ans en s’associant avec l’ONG Sanru (Soins de Santé Primaires en milieu Rural) pour créer le Centre Biomédical Sanru de Mbanza-Ngungu (province du Kongo-Central) en date du 16 juin 2018.
Principale marque du groupe, les hôpitaux HJ disposent d’un laboratoire qui propose de plus de 2.000 types de tests. Par exemple, ils proposent des services d’oncologie ou des tests tels que les marqueurs de maternité, les marqueurs néonatals, HLA, les tests de métaux et l’ADN qui n’étaient pas encore disponibles en RD Congo.

### HJ Pharma
Depuis 2023, HJ Pharma est devenue le deuxième investissement du groupe dans le domaine de la santé. La société importe et distribue des médicaments, des dispositifs et équipements médicaux en République Démocratique du Congo.

### Serve Air
Compagnie aérienne qui propose des vols cargo et charters vers 27 destinations à travers les 26 provinces de la République Démocratique du Congo et dans d’autres pays. Première société du groupe HJ, Serve Air a été créé d'abord sous le nom de Services Air en 1993. En juin 2023, la compagnie a acquis un Boeing B737-800 (SF) d’occasion ayant été exploité pendant 21 ans par Air China, ce qui élargit à 10 le nombre d’aéronefs exploités par la compagnie. Dans le souci de poursuivre sa croissance et profiter de saisir de la demande sur le marché, Serve Air a même commandé un nouvel appareil du même modèle auprès de la société américaine Aeronautical Engineers (AEI).

### Supreme Automobile
Entreprise de vente d’automobiles et de pièces de rechange, elle fait aussi l’entretien pour les constructeurs Mercedes, Force et Piaggio. Le 10 juin 2023, Suprême Automobile a implanté à Kinshasa sa première usine d’assemblage des véhicules de la marque allemande Mercedes. Cinq mois après son implantation, l’usine avait sorti ses premiers bus destinés à la société publique de transport en commun Transco.

### Modern Construction
En activité depuis plus de 10 ans, Modern Construction est spécialisée dans la promotion immobilière et la construction. La société a réussi à capter une part de marché considérable principalement dans la capitale congolaise Kinshasa qui fait l’objet d’un boom immobilier fulgurant. Depuis sa création, elle a livré 48 édifices parmi les plus emblématiques de la ville, le Congo Trade Center, imposant centre commercial construit le long du fleuve Congo, Kiyo Ya Sita et The Grand Residence.
Dans le domaine des travaux publics, la société a livré en décembre 2023 les nouveaux bâtiments qui abritent le Centre Hospitalier Universitaire de Renaissance, principal hôpital public de la capitale anciennement appelé Mama Yemo,.

## Philanthropie

### HJ Foundation

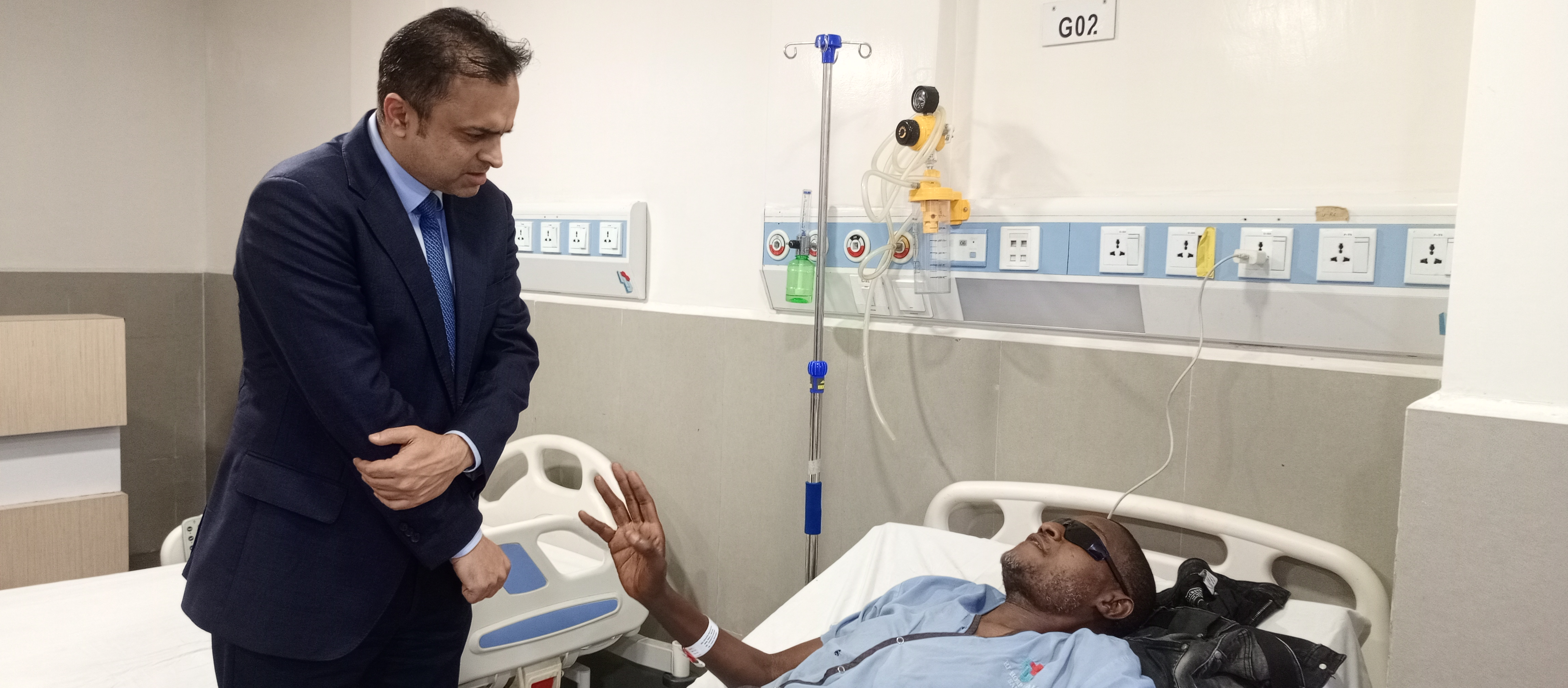
Harish Jagtani rend visite aux patients de sa fondation

En 2016, il crée à Kinshasa, RD Congo, la Fondation Harish Jagtani avec pour devise la célèbre citation de Saint François d’Assise « C’est en donnant que nous recevons ».  Ses valeurs et sa mission trouvent leur origine et sont inspirées de la philosophie gandhienne de la tutelle.
Elle vise à améliorer la qualité de vie des communautés et des individus, apporter une assistance aux populations les pauvres et aux vulnérables. Cette fondation lui permet également de coordonner et intensifier son œuvre caritative. Elle fonctionne grâce aux subsides de son fondateur et des donations de la part d’organisations non gouvernementales et quelques établissements privés.
La doctrine HJ Foundation est assise sur quatre valeurs cardinales : la charité, la solidarité, la compassion et la responsabilité. Elle s’inspire de la tutelle gandhienne.
A ce jour, la santé est le domaine qui engage la grande part des interventions de HJ Foundation avec des projets et des aides ponctuelles enregistrées au fil des années.
Le 24 juin 2020, pour venir en appui au gouvernement congolais dans la lutte contre le Covid-19, la fondation inaugura, en présence du ministre de la santé Eteni Longondo, une clinique mobile équipée de 200 lits au moins pour la prise en charge des patients touchés par la pandémie. Active sur ce front anti-Covid, HJ Foundation organise des rencontres notamment avec les jeunes et les sourds-muets pour les sensibiliser sur les risques et les règles d’hygiène. 

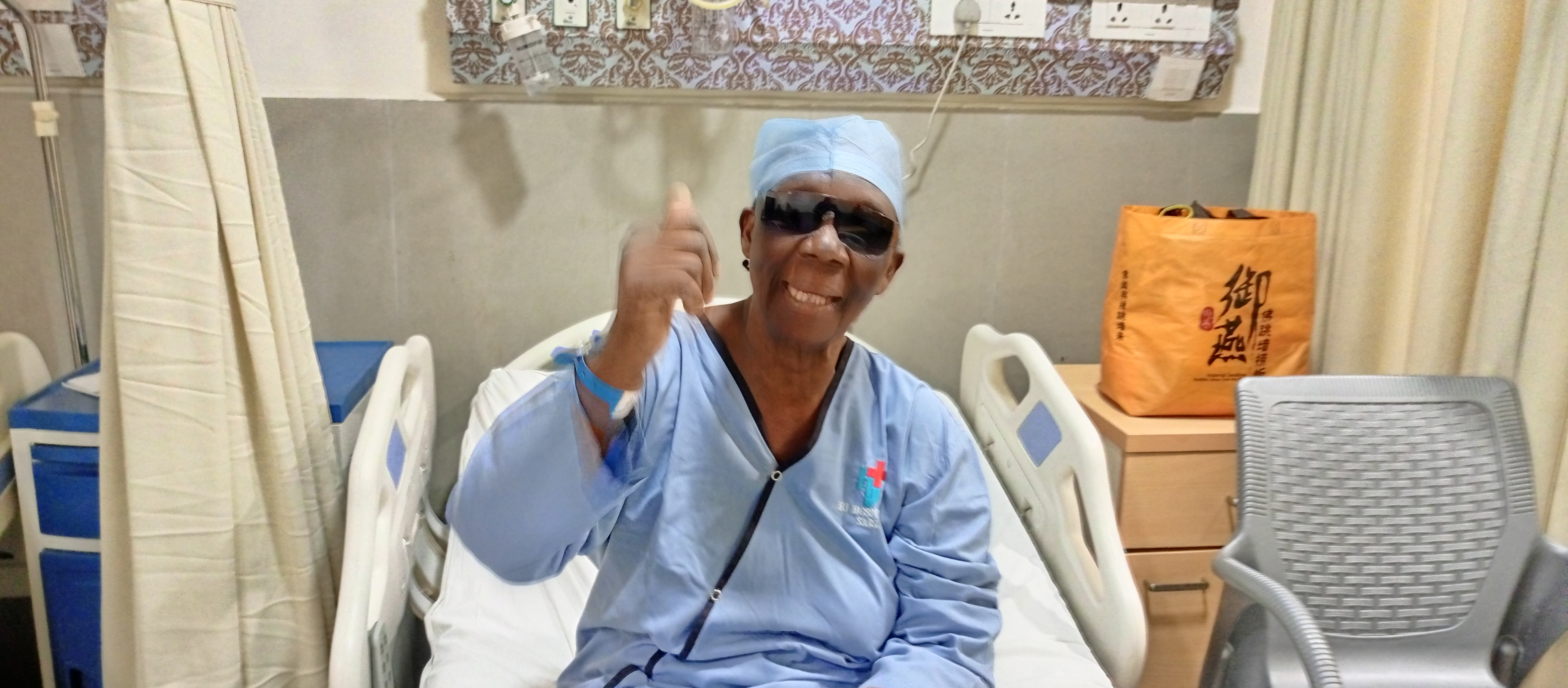
Chirurgie gratuite du glaucome et de la cataracte

HJ Foundation a lancé depuis 2020 le projet « Don de la vision » en partenariat avec la Fondation Denise Nyakeru Tshisekedi, du nom de la première dame de la RD Congo. Ainsi, plus de 100 chirurgies de la cataracte et du glaucome ont été réalisées à travers le pays avec des consultations ophtalmologiques à Mbuji-Mayi, à Goma et à Lubumbashi, notamment.

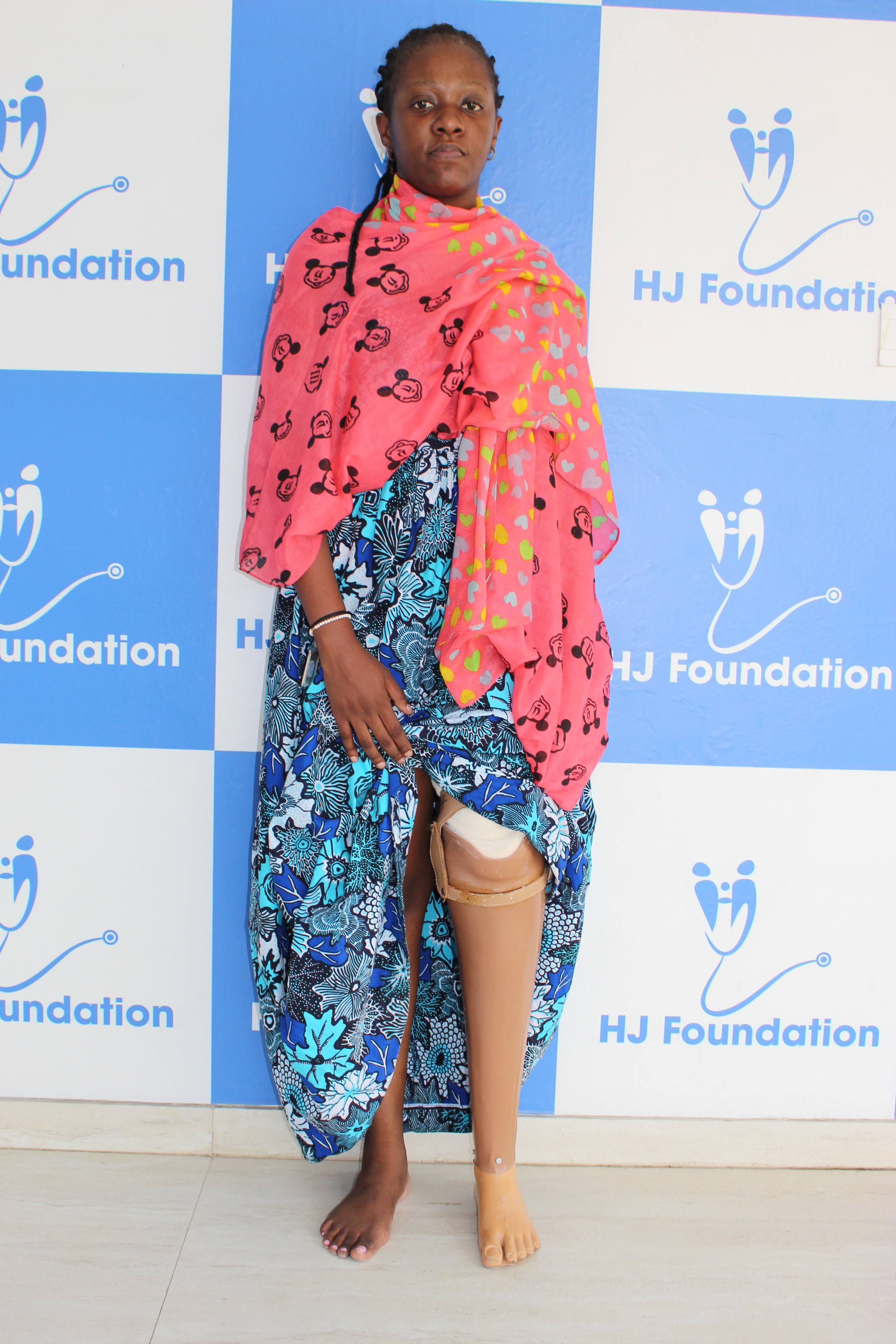
Une femme qui a reçu une prothèse gratuite chez HJ Foundation

Les autres campagnes massives de ces dernières années ont concerné la dialyse gratuite lancée en 2023 ainsi que le Programme Jambes de Jaipur qui a permis de distribuer gratuitement 575 prothèses de la jambe au bénéfice des militaires blessés de guerre et des civils.
Le 26 mars 2023, HJ Foundation a lancé une nouvelle clinique pour offrir des soins gratuits aux habitants de la ville de Kinshasa.
"J'ai un hôpital qui s'appelle HJ Hospital. J'ai vu qu'il y a beaucoup de patients qui n'arrivent pas à avoir des soins médicaux à cause du manque de moyens. C'est comme ça que j'ai monté cette structure-là, pour que ce soit 100% gratuit. Pour le moment, on peut accueillir 300 personnes par jour. Le Congo m'a beaucoup donné et c'est le moment de redonner".
A travers cette clinique qui comporte un centre de dialyse, la fondation s’affranchit vis-à-vis de HJ Hospital qui accueillait jusqu’ici les cas de dialyse supportés par la fondation. La structure offre également une prise en charge gratuite complète pour le paludisme.
La fondation assiste également les nécessiteux dans d’autres domaines ou simplement de manière occasionnelle.
Le 28 mai 2023, la fondation a fourni de l’aide aux sinistrés des villages Nyamukubi et Bushushu en territoire de Kalehe (Sud-Kivu) frappés par les inondations meurtrières qui avaient fait plus de 400 morts et des milliers des sans-abris. Plus de 80 tonnes de médicaments, vivres et non-vivres avaient été transportées en guise d’assistance humanitaire. Le président de la fondation Harish Jagtani avait lui-même conduit la délégation partie de Kinshasa et qui comprenait également une équipe des personnels soignants ainsi que 20 volontaires.
Ces derniers avaient notamment aidé à déblayer les décombres pour sauver des survivants et découvrir des corps des disparus. Au cours de cet assaut, une fillette de 10 ans avait été guérie d’une fracture bi-malléolaire grâce à HJ Foundation qui l’avait fait voyager à Kinshasa où elle avait ensuite reçu les soins adéquats,.